# Triphosa indubitata
Triphosa indubitata là một loài bướm đêm trong họ Geometridae.